# Carpaletunnelrelease
Carpaletunnelrelease (in literatuur ook wel geschreven als "Carpaal Tunnel Release", afgekort CTR) is een chirurgische ingreep om ernstige gevallen van het carpaletunnelsyndroom (CTS) te behandelen.

## Indicatie
De diagnose en de ernst van het carpaletunnelsyndroom (beklemming van de nervus medianus – de elleboogszenuw – in deze nauwe tunnel) wordt in het algemeen gesteld door een (klinisch) neuroloog, ondersteund met diagnostiek door klinische neurofysiologie. Deze diagnostiek bestaat onder meer uit metingen van de geleiding en vertraging van de nervus medianus ten opzichte van de nervus ulnaris (die niet door de carpale tunnel loopt), en eventueel zowel links als rechts, of links ten opzichte van rechts. Wanneer naar het oordeel van de neuroloog de ernst zodanig is dat minder invasieve behandeling met een spalk of injectie met corticosteroïden niet afdoende zal zijn (of niet gebleken is), kan deze de patiënt doorverwijzen naar de plastisch chirurg (of polikliniek plastische chirurgie, handchirurgie, reconstructieve en esthetische chirurgie) voor een CTR-ingreep. Die beoordeelt dan de casus alvorens (te adviseren om) over te gaan tot de daadwerkelijke ingreep.

## Voorbereiding

### Nulmeting
Doorgaans wordt voor de ingreep bij de patiënt een nulmeting gedaan: daarbij wordt gemeten hoever de patiënt zijn pols en vingers van de hand met de klachten op dat moment kan buigen en strekken, en hoeveel knijpkracht hij of zij dan heeft (tussen duim en wijsvinger, en tussen de vingers en de muis van de hand). Vaak wordt dit ook vergeleken met de vermogens van de andere (klachtenvrije) hand, indien mogelijk. Het doel hiervan is om na de behandeling objectief te kunnen meten of en hoeveel verbetering deze dan heeft gehad.

### Voor de ingreep
Het operatiegebied zal worden vrijgemaakt en worden ontsmet met een antibacterieel middel zoals bijvoorbeeld betadine of chloorhexidine (80%).
In de meeste gevallen vindt de ingreep onder lokale verdoving plaats, na een of meerdere injecties met meestal xylocaïne (een combinatie van lidocaïne en adrenaline) in het operatiegebied (de pols en handpalm). De patiënt blijft dan tijdens de ingreep dus bij kennis. In een enkel geval kiest men voor een verdoving hoger in de arm, die de gehele arm gevoelloos maakt (armblock).
Vervolgens wordt enige tijd gegund voor de anesthesie om voldoende in te werken. Vóór aanvang van de daadwerkelijke chirurgische ingreep wordt gecontroleerd of de (algehele of plaatselijke) anesthesie afdoende is en of deze voldoende is ingewerkt, en wordt er zo nodig aanvullend verdoofd of langer gewacht. Ook kan de arm bloedleeg worden gemaakt – preventief of later als tijdens de ingreep blijkt dat het zicht door bloeding belemmerd wordt – met behulp van zwachtels en een opblaasbare drukband om de arm zodat er tijdens de ingreep zo min mogelijk bloeding in het operatiegebied plaatsvindt.

## Ingreep

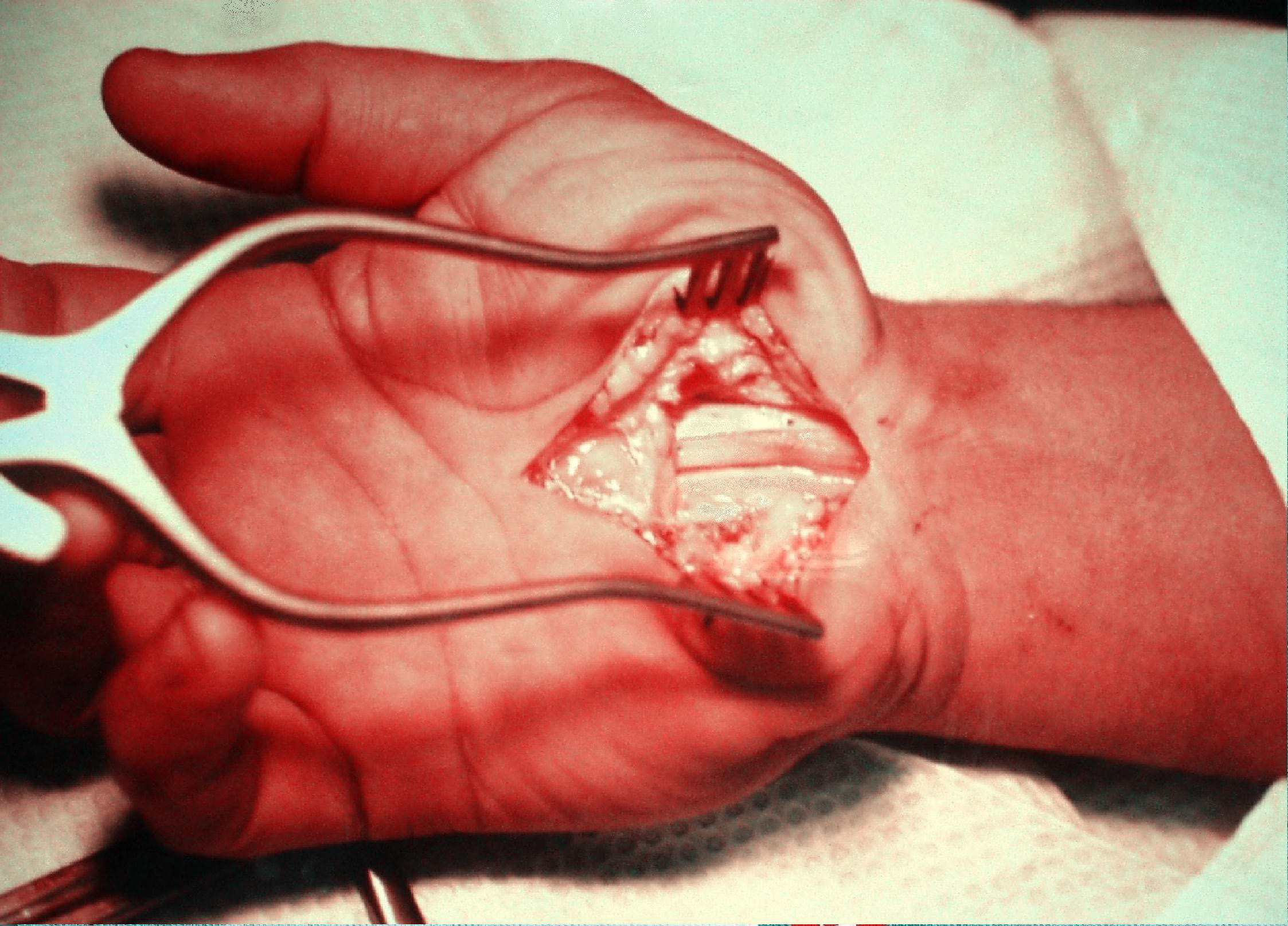
Tradionele (open) CTR-chirurgie

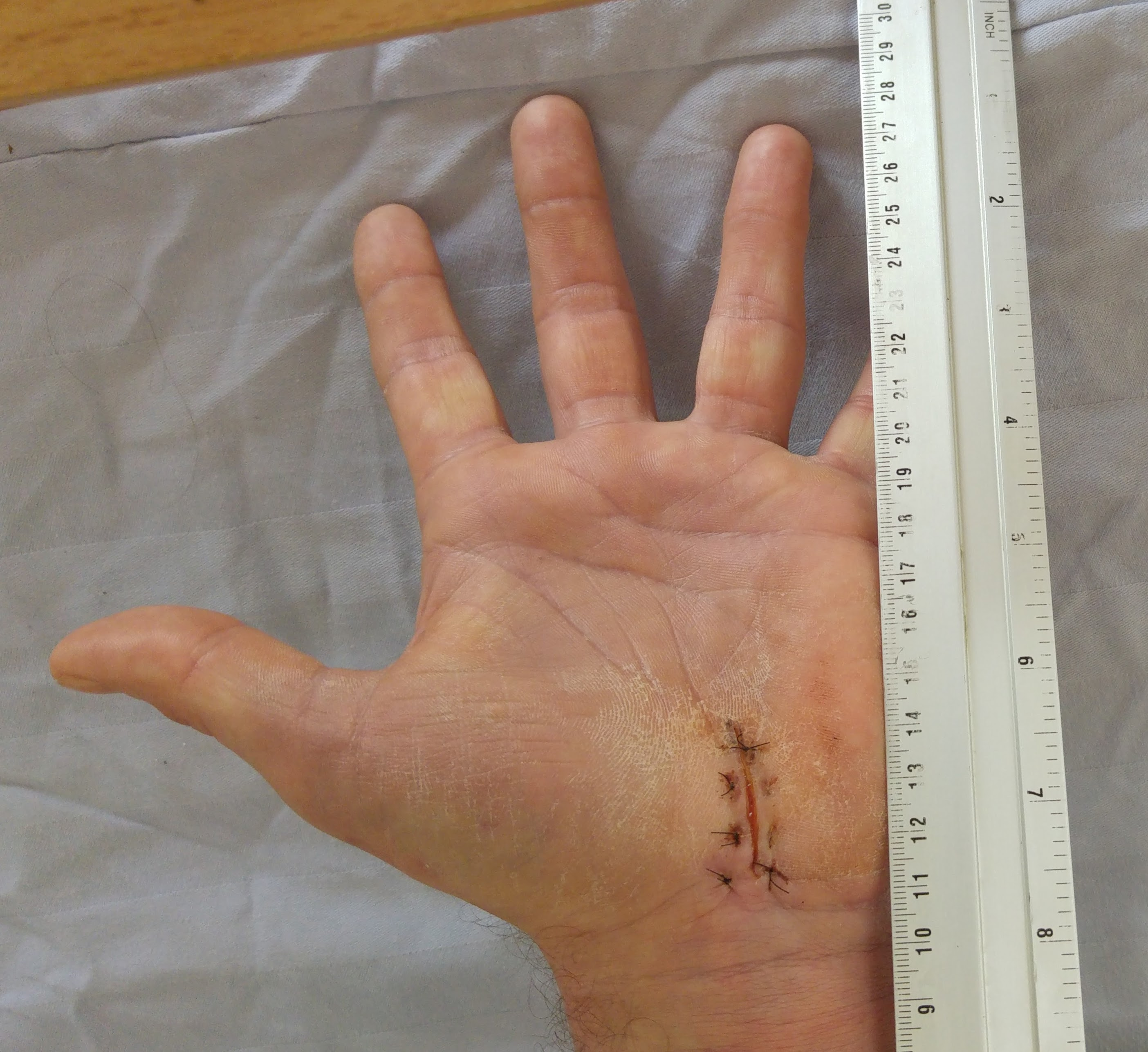
Wond na tradionele (open) CTR-chirurgie met zogeheten "horizontal mattress stitches" (en)

De ingreep wordt meestal uitgevoerd door een plastisch chirurg en/of gespecialiseerde hand- en polschirurg (zoals bijvoorbeeld een orthopedisch chirurg), soms door een neurochirurg. Bij de 'traditionele open CTR-methode' maakt de chirurg eerst de huid en het onderliggende weefsel aan de polszijde open om de carpale tunnel toegankelijk te maken. Vervolgens wordt deze over de gehele lengte opengesneden, waardoor de nervus medianus en de pezen die door de carpale tunnel lopen weer ruimte krijgen en de beknelling wordt weggenomen. De carpale tunnel zelf wordt dan niet gesloten en blijft open; alleen de snede in de huid wordt gesloten met hechtingen. De chirurgische ingreep zelf – exclusief de voorbereiding en het verbinden van de wond na afloop – neemt circa 20 minuten in beslag (inclusief het hechten van de wond).
De ingreep kan ook worden uitgevoerd middels een endoscopische operatietechniek, waarbij alleen een incisie in de handpalm en de pols wordt gemaakt, door welke de endoscopische instrumenten worden ingebracht om de carpale tunnel aan de polszijde te openen (minimaal-invasieve chirurgie).
Direct na de ingreep wordt de wond gehecht en verbonden en wordt een drukverband aangebracht om zwelling en littekenvorming zoveel mogelijk tegen te gaan. Soms wordt de arm in een mitella enigszins gefixeerd.

## Prognose en Genezing

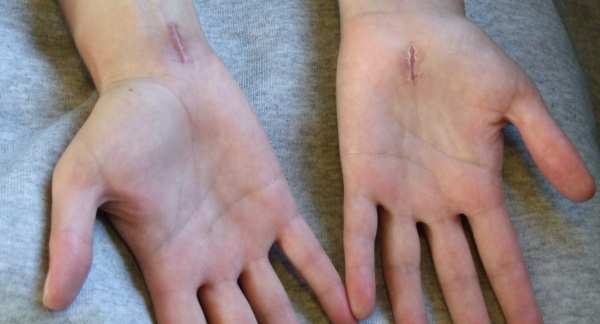
Littekens ten gevolge van de CTR-ingreep aan beide handen, waarbij links en rechts verschillende technieken werden gebruikt. Het litteken links (aan de rechterhand) is zes weken oud, het andere (aan de linkerhand) is twee weken oud. Deze patiënte is is een jaar na de ingreep volledig genezen.

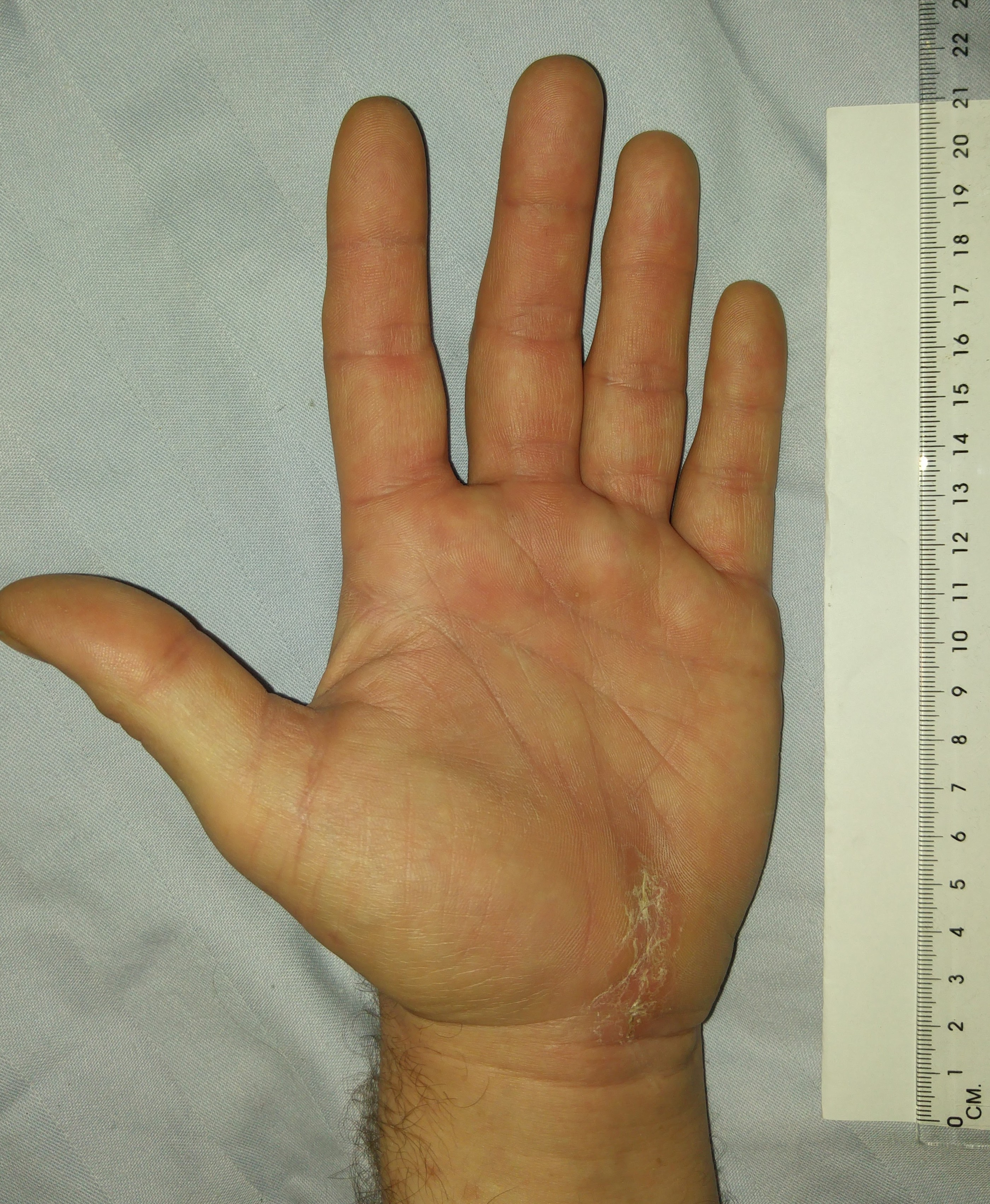
Litteken 14 dagen na de open CTR ingreep, 4 dagen na het verwijderen van de hechtingen. Door de gebruikte "horizontal mattress stitches" (en) is er nauwelijks een zichtbaar litteken; het getoonde witte weefsel is slechts enige eeltvorming en huidvellen aan de rand van de genezen wond

Na ongeveer vier weken – afhankelijk van individuele factoren en het al dan niet optreden van complicaties – is de wond genezen en mogen de hand en de vingers ook weer belast gaan worden. Het geopende dak van de carpale tunnel zal dan overgroeid zijn met littekenweefsel. Gemiddeld wordt met deze behandeling een verbetering van 80-90% van zowel de motorische alsook de sensibele functie(s) van de nervus medianus bereikt. Dit betekent dus ook een gelijke afname van 80-90% van de klachten. Een vergelijkende studie maakt zelfs melding van een significante verbetering van de klachten na drie maanden in circa 95% in alle onderzochte gevallen. De eerste effecten (vermindering van de pijn) zijn vaak al binnen een week merkbaar voor de patiënt. Volledige genezing of verbetering (zoals volledig herstel van het gevoel in de vingertoppen) kan drie tot twaalf maanden duren.
Er zijn geen aanwijzingen voor verschil in prognose op korte termijn (3 maanden) noch lange termijn tussen de open en de endoscopische CTR-operatietechniek.

## Nazorg en nabehandeling
Een eventuele aangemeten mitella mag na een tot twee dagen worden afgedaan. Het aangebrachte drukverband mag na drie dagen – beslist niet eerder – door de patiënt zelf worden verwijderd. De hechtingen in de huid dienen na tien tot veertien dagen verwijderd te worden. Dit kan bij de polikliniek waar de ingreep heeft plaatsgevonden, maar ook bij de huisarts of diens praktijkondersteuner of eventueel door een thuiszorgverpleegkundige. Bij het verwijderen van de hechtingen vindt doorgaans een (eerste) nacontrole plaats.
Na de ingreep is het van belang om de hand, pols en vingers (ook in het verband) weer zoveel mogelijk weer te gaan bewegen – doch niet te belasten – onder meer om verkleving van de nu in de halfopen carpale tunnel vrijliggende nervus medianus en pezen met het erboven liggende (litteken)weefsel te voorkomen, en de vrijgekomen ruimte blijvend benutbaar te houden.
Het kan zijn dat hiervoor ondersteunende handtherapie wordt geïndiceerd, die dan vaak al zeven dagen na de ingreep aanvangt. In dat geval ligt de controle op verloop van het herstel dan veelal bij de handtherapeut. Anders is een controle van de ingreep door de chirurg of arts-assistent circa vier weken na de ingreep de algemene richtlijn.

## Complicaties
Naast de gangbare complicaties die algehele of plaatselijke anesthesie met zich mee kunnen brengen, zijn ook de volgende complicaties (in willekeurige volgorde) ten gevolge van de chirurgische ingreep mogelijk:
- Beschadiging van de nervus medianus of zijtakken daarvan, die mogelijk kan leiden tot verminderde sensibele en motorische functie van de zenuw. In zeldzame gevallen kan dit van permanente aard zijn.
- Zwelling van de pols, de wond of om de wond (ondanks het drukverband).
- (Overmatige) littekenvorming van de wond, gevoelig of pijnlijk litteken gedurende de wondgenezing (gemiddeld 1 op 20).[2]
- (Na)pijn van de wond, het geopereerde gebied of in de muis van de hand.
- Een prikkelend/tintelend gevoel of verminderd aanrakingsgevoel.
- Onderhuidse infecties van de wond, of infectie van de wond zelf of infecties of ontstekingen bij of van de hechtingen (minder dan 1 op 50).[2]
- (Na)bloedingen van de wond zelf of onder de wonde (zeer zeldzaam).[2]
- De wond kan opengaan of de hechtingen kunnen voortijdig opengaan of loslaten (gemiddeld 1 op 100).[2]
- Het is mogelijk dat de zenuw en/of pezen – bijvoorbeeld door na de ingreep door niet snel en regelmatig genoeg de bewegingsoefeningen aan te vangen – gaan verkleven met het er bovenliggende (litteken)weefsel, zodat deze  opnieuw bekneld of minder gemobiliseerd raakt. In deze gevallen is opnieuw een operatie noodzakelijk om de verkleving te verhelpen.[2]
- Allergische reacties ten gevolge van bijvoorbeeld de anesthesie, hechtmateriaal, bloedproducten, lokale preparaten, tape of pleistermateriaal, al dan niet mede als reactie op voorgeschreven of tijdens de operatie gebruikte medicatie. In zeer zeldzame gevallen kan dit leiden tot anafylactische shock.[2]
- Roken of gebruik van nicotinehoudende producten kan de wondgenezing nadelig beïnvloeden of vertragen. Patiënten wordt daarom aangeraden zes weken vooraf aan de operatie en tijdens de wondgenezing niet of zo min mogelijk te roken.[2]

Een aantal van de complicaties (zoals infecties of ontstekingen) is zoveel mogelijk te voorkomen door het drukverband niet voortijdig te verwijderen, het wondgebied schoon te houden en goed te verzorgen en zo snel mogelijk na de ingreep de hand en vingers weer onbelast te gaan bewegen. De meeste complicaties zijn van voorbijgaande aard. Soms is aanvullende nabehandeling noodzakelijk of is opnieuw chirurgisch ingrijpen nodig, bijvoorbeeld wanneer de klachten na de nominale genezingsduur niet (voldoende) verholpen zijn of zijn verergerd.